# Mycomya kurildisa
Mycomya kurildisa är en tvåvingeart som beskrevs av Vaisanen 1984. Mycomya kurildisa ingår i släktet Mycomya och familjen svampmyggor. Inga underarter finns listade i Catalogue of Life.